# Penicillium paneum
Penicillium paneum är en svampart som beskrevs av Frisvad 1996. Penicillium paneum ingår i släktet Penicillium och familjen Trichocomaceae.   Inga underarter finns listade i Catalogue of Life.